# Fraxinus papillosa
Fraxinus papillosa är en syrenväxtart som beskrevs av Alexander von Lingelsheim. Fraxinus papillosa ingår i släktet askar, och familjen syrenväxter. Inga underarter finns listade i Catalogue of Life.